# Schloss Moermond

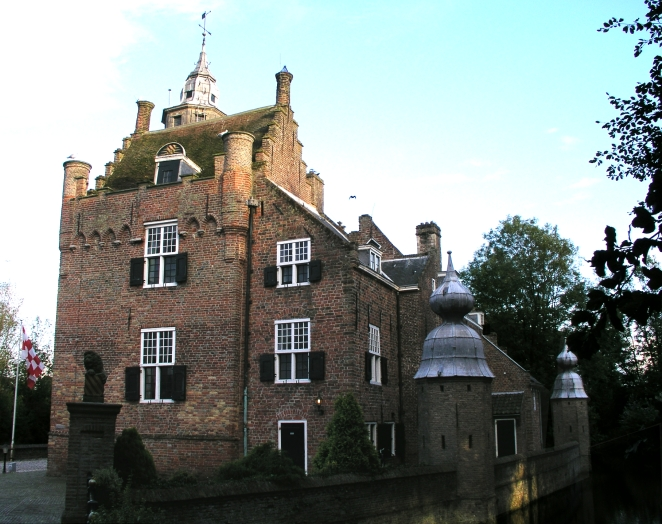
Schloss Moermond heute

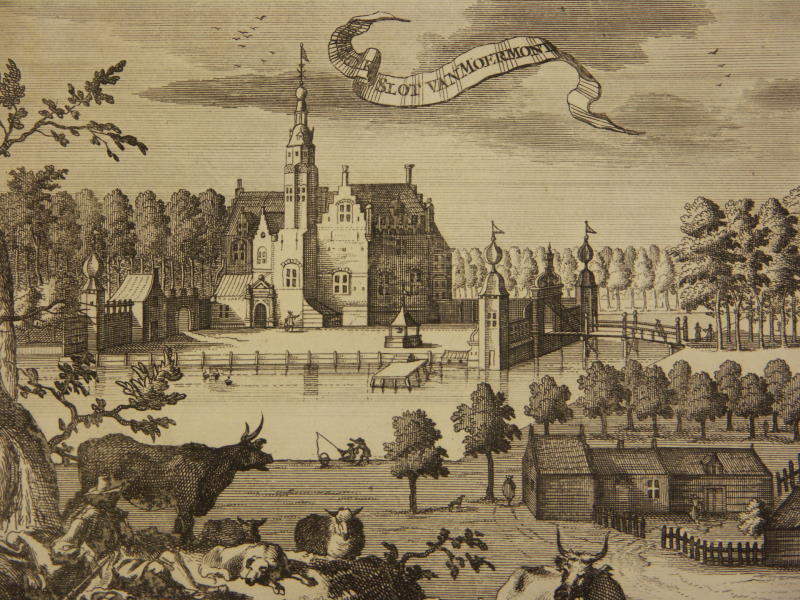
Schloss Moermond um 1700

Schloss Moermond (niederländisch Slot Moermond, Aussprache: Murmond) ist ein Wasserschloss im niederländischen Ort Renesse, das derzeit kommerziell genutzt wird. Die Einstufung als Rijksmonument erfolgte 1965.

## Geschichte
Schon 1229 baute Costijn van Zierikzee an dem Ort des heutigen Schlosses eine Burganlage. Die oval angelegte Wasserburg hatte einen Umfang von beinahe sechzig Meter und fünf Türme. Die Mauern waren über eineinhalb Meter stark, die der Tore sogar beinahe zwei Meter. Die Burg, in der sich 1244 Graf Willem II. von Holland aufhielt, wurde dann 1297 über Monate von Wolfart I. von Borsselen belagert und schließlich zerstört.
In der ersten Hälfte des 14. Jahrhunderts begann man, mit den Steinen der ersten Anlage eine neue Burg zu errichten. Die zweite Burg Moermond wurde verhältnismäßig klein ausgeführt. Der Untergang dieser Anlage liegt im Dunkeln. Um 1500 dürfte nur noch eine Ruine existiert haben, deren Fundamente man 1956 ausgrub und heute betrachten kann. 
Das heute noch stehende dritte Schloss wurde 1513 erbaut, wobei als Kern ein viereckiges Backsteingebäude aus der Zeit um 1400 genutzt wurde, das als Portalbau des früheren Kastells gedient hatte. 1613 schrieb sich der Besitzer „Virtus post fata virescit“ („Tugend entfaltet sich nach Rückschlägen“) über das Eingangsportal. Die im Laufe der Zeit nun die Bewohner wechselnde Anlage – unter anderem waren die von Cromstrien und die von Stavenisse einmal die Herrscher über Schloss und Land – wurde nun erst wieder in der Sturmflut-Katastrophe von 1953 schwer angegriffen. Danach erneut restauriert, dient das heute einer privaten Stiftung gehörende Bauwerk als Ort für Tagungen und ist bis auf einen Raum der Öffentlichkeit nicht zugänglich. Das zum Schloss gehörende Land ist ein sumpfiges (moer), heute weitgehend der Natur überlassenes Gelände, das ebenfalls dem Publikumsverkehr nicht zugänglich ist.